# Edward Russell, 26. Baron de Clifford

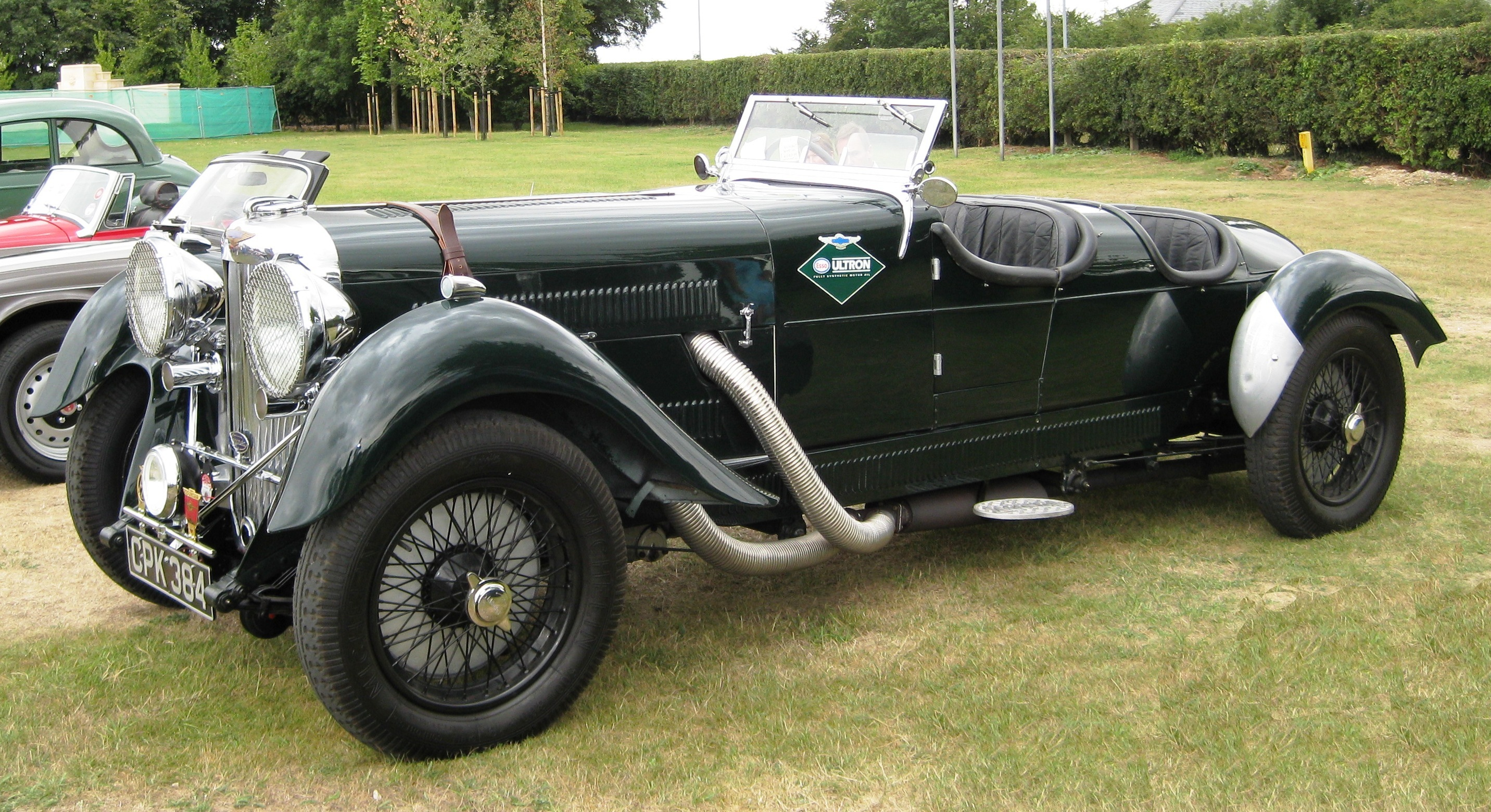
Lagonda M45, wie ihn Freddie de Clifford bei Sportwagenrennen fuhr

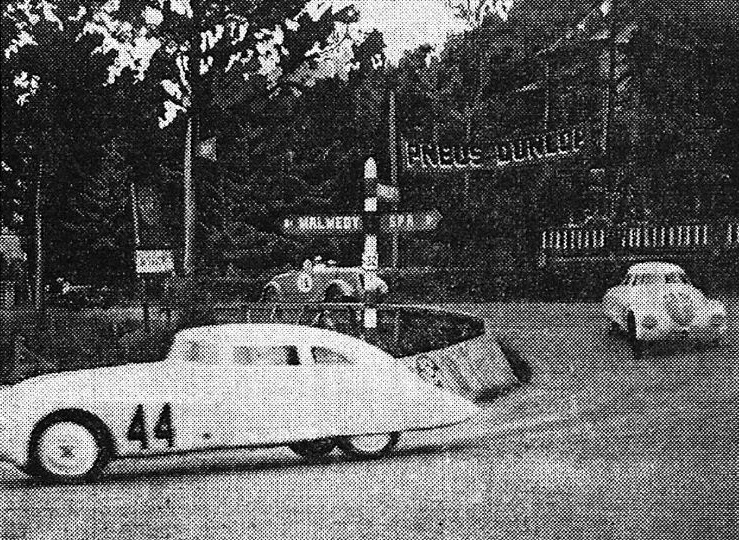
Der von Freddie de Clifford gefahrene Lagonda M45 (hinten, Startnummer 18), beim 24-Stunden-Rennen von Spa-Francorchamps 1936

Edward Southwell „Freddie“ Russell, 26. Baron de Clifford (* 31. Januar 1907 in Belgravia, London; † 3. Januar 1982 in Cleobury Mortimer, Shropshire) war ein britischer Autorennfahrer, Militär und Peer. Er erlangte insbesondere dadurch Bekanntheit, dass er der letzte britische Peer war, gegen den die Anklage wegen eines Verbrechens vor dem House of Lords verhandelt wurde. Er wurde schließlich freigesprochen.

## Leben

### Frühe Jahre
Er war der einzige Sohn des Jack Russell, 25. Baron de Clifford (1884–1909) aus dessen Ehe mit Evelyn Chandler (1887–1979). Er war noch ein Kleinkind, als sein Vater am 1. September 1909 im Alter von nur 25 Jahren bei einem Autounfall starb. Er erbte von seinem Vater dessen Adelstitel als Baron de Clifford und einige Ländereien in den irischen Counties Mayo und Galway. Er besuchte das Eton College und studierte Ingenieurwissenschaften am Imperial College London.
Am 11. März 1926 heiratete er in Marylebone, London, Dorothy Evelyn Meyrick († 1987), die Tochter einer Londoner Nachtclubbesitzerin. Zu dieser Zeit war Lord de Clifford erst 19 Jahre alt und benötigte die Zustimmung seiner Mutter, um heiraten zu können. Aus Angst, dass diese Zustimmung verweigert würde, gab er an, dass er tatsächlich 21 Jahre alt und der Sohn eines Ingenieurs namens Jack Russell sei. Als diese List entdeckt wurde, was angesichts der in allen Zeitungen angekündigten Einzelheiten der Heirat nicht schwierig war, wurde er vom Lord Mayor of London, der als Richter zuständig war, zu einer Geldstrafe verurteilt. Aus dieser Ehe gingen zwei Söhne hervor, Hon. John Edward Southwell Russell (1928–2018) und Hon. William Southwell Russell (1930–2013).
1926 trat er in die Freiwilligenreserve der British Army ein und wurde 1929 Lieutenant der 21st Royal Gloucestershire Hussars, einer Einheit der Territorial Army, die mit gepanzerten Automobilen ausgestattet war.
Mit Erreichen der Volljährigkeit wurde er 1928 auch Mitglied des House of Lords. Er engagierte sich insbesondere zum Thema Verkehrssicherheit und plädierte im Parlament für verpflichtende Führerscheinprüfungen und Tempolimits, die im Vereinigten Königreich schließlich erstmals mit dem Road Traffic Act 1934 eingeführt wurden. Im Laufe der 1930er Jahre galt er als ein leidenschaftlicher Unterstützer von Oswald Mosley und dessen British Union of Fascists.

### Prozess vor dem House of Lords
In einer nebligen Sommernacht am 15. August 1935 fuhr Lord de Clifford um 3.30 Uhr morgens mit seinem Lancia-Sportwagen eine Umgehungsstraße von Kingston upon Thames entlang und stieß frontal mit dem Frazer-Nash-Viersitzer von Douglas George Hopkins zusammen. Hopkins, der mit seiner Schwester Sheila und ihrer Freundin Rosemary Reynolds von einer Party nach Hause kam, starb noch am Unfallort. Es scheinen keine Zweifel bestanden zu haben, dass Lord de Clifford auf der falschen Straßenseite gefahren war, und bei der anschließenden Untersuchung war die Jury einstimmig der Meinung, dass Hopkins infolge der vorsätzlichen Fahrlässigkeit des Lord de Clifford gestorben war. Er wurde deswegen vor dem Central Criminal Court wegen Totschlags (Manslaughter) angeklagt.
Die Behörden erkannten jedoch bald, dass für die Anklage wegen eines Verbrechens gegen einen britischen Peer allein das House of Lords als Gericht zuständig war. Dies verursachte ein ziemliches Durcheinander, da dem House of Lords schon seit einiger Zeit keine Anklagen gegen eines seiner Mitglieder mehr vorgelegt worden waren, und seine erste Priorität war die Einsetzung eines Auswahlausschusses zur Sichtung von Präzedenzfällen für einen solchen Prozess. Bemerkenswerterweise war das letzte Mal, dass ein solcher Prozess einberufen wurde, 1901, als Cliffords entfernter Verwandter, der 2. Earl Russell, vor seinen Kollegen wegen Bigamie angeklagt worden war.
Die Prozesseröffnung am 12. Dezember 1935 wurde zu einem gesellschaftlichen Anlass. Der Zutritt erfolgte nur mit Eintrittskarte. Der Prozess fand unter Beteiligung von Lordkanzler Douglas Hogg, 1. Viscount Hailsham statt, der als Lord High Steward fungierte. Der Generalstaatsanwalt Thomas Inskip führte die Anklage, der Barrister Sir Henry Curtis-Bennett (1879–1936) führte die Verteidigung.
Der Prozess selbst erwies sich als überraschend kurz. Der Vortrag der Staatsanwaltschaft bestand aus der Aussage von drei Zeugen, den beiden Beifahrern im Fraser-Nash und dem Polizisten, der den Unfall aufgenommen hatte. Die Verteidigung argumentierte, dass die bloße Tatsache, dass sich ein Autofahrer auf der falschen Straßenseite befand, kein Beweis für Fahrlässigkeit und noch weniger für kriminelle Fahrlässigkeit sei. Sie fuhr dann fort zu erklären, dass das andere Auto mit einer unsicheren Geschwindigkeit gefahren und außer Kontrolle geraten war, und behauptete, Edward sei auf die gegenüberliegende Straßenseite ausgewichen, um eine Kollision zu vermeiden, nur um festzustellen, dass auch das andere Auto die Seite wechselte, was zu dem Unfall mit einem Todesopfer führte. Dieses Argument wurde zur Überraschung der meisten Beobachter von der versammelten Jury akzeptiert und Lord de Clifford für nicht schuldig erklärt.
Lord de Clifford musste sich anschließend immer noch einer Anklage wegen gefährlichen Fahrens stellen, die kein Verbrechen war und daher von den Strafgerichten verfolgt werden konnte. Sein Prozess sollte im darauffolgenden Januar im Old Bailey beginnen, aber die Krone entschied, dass es angesichts des vorherigen Freispruchs ziemlich aussichtslos wäre, mit dieser alternativen Anklage fortzufahren, und lieferte daher keine Beweise. Die Anklage wurde schließlich fallen gelassen.
Die Sondergerichtsbarkeit für Peers wurde in der britischen Öffentlichkeit und der Presse kritisch diskutiert und der Prozess gegen den Lord de Clifford sollte die letzte Strafsache sein, über die das House of Lords entschied. 1948 wurde die Zuständigkeit des House of Lords für solche Fälle schließlich abgeschafft.

### Späte Jahre
Später im Jahr 1936 stand der Lord de Clifford erneut vor Gericht, diesmal vor einem Zivilgericht, als Mitangeklagter in einem Scheidungsverfahren wegen Ehebruchs. Parallel verklagte er 1936 die Zeitschrift The Spectator wegen übler Nachrede – das Verfahren wurde mit einem außergerichtlichen Vergleich beigelegt.
Ab 1938 beteiligte er sich kaum noch an Parlamentsdebatten, gab schließlich auch den Motorsport auf und brachte seine Kenntnisse über Motormechanik bei der Wartung von Panzerfahrzeugen im Dienst für die Territorial Army ein. 1939 wurde er zum Captain des Royal Armoured Corps der Territorial Army befördert. Während des Zweiten Weltkriegs wurde er innerhalb der Territorial Army 1942 zum Royal Army Ordnance Corps und 1943 im Brevet-Rang eines Major zum Royal Electrical and Mechanical Engineers versetzt. 1944 war er in den temporären Rang eines Lieutenant-Colonel aufgestiegen. 1946 erhielt er den regulären Rang eines Major und 1951 den regulären Rang eines Lieutenant-Colonel. 1954 wurde er schließlich zum Colonel befördert. Im Frühjahr 1955 wurde er als Officer des Order of the British Empire ausgezeichnet. Zum Jahresende 1958 schied er aus dem aktiven Militärdienst und 1965 aus dem Reserveoffizierscorps aus.
Nach dem Krieg lebte er von seiner ersten Gattin getrennt und wurde schließlich 1973 von ihr geschieden. Am 4. Dezember 1974 heiratete er in zweiter Ehe Mina Margaret Sands, mit der er bereits eine uneheliche Tochter, Joanna Clare Russell (* 1965), hatte. Zu dieser Zeit lebte er in Wrantage in Somerset, wo er kurz einen Quarantäne-Zwinger betrieb, bevor er seine Karriere als Haustür-Verkäufer für Hundefutter begann. Er zog schließlich nach Cleobury Mortimer in Shropshire, wo er am 3. Januar 1982 starb. Er wurde von seiner zweiten Frau überlebt, und sein älterer Sohn, John, erbte seinen Adelstitel.

## Karriere als Rennfahrer
Lord de Clifford war in den 1920er und 1930er Jahren als Rennfahrer aktiv. Im Automobilsport verwendete er meist den Kurznamen Freddie Clifford. 1931 wurde er mit einem 2-Liter-Lagonda 20. bei der Rallye Monte Carlo. 1933 erwarb er einen Lagonda M45, fuhr damit von London nach Brindisi und war um 14 Stunden schneller als der Expresszug.
1932 ging er bei der Mille Miglia an den Start, fiel aber aus. 1936 wurde er gemeinsam mit Richard Seaman Gesamtvierter beim 24-Stunden-Rennen von Spa-Francorchamps.
Lord de Clifford war in drei Jahren viermal beim 24-Stunden-Rennen von Le Mans am Start. 1934, bei seinem Debüt, bestritt er das Rennen zweimal. Einerseits meldete er selbst einen umgebauten Lagonda M45 unter der Typenbezeichnung Lagonda Rapier. Sein Teampartner war Charles Brackenbury. Er fuhr in diesem Rennen aber auch einen von Tim Rose-Richards gemeldeten Alfa Romeo 8C 2300. Hier war der Teamkollege Owen Saunders-Davies. Während der Alfa Romeo mit Ventilschaden ausschied, beendete de Clifford das Rennen mit Brackenbury im Lagonda an der 16. Stelle der Gesamtwertung. 1937 und 1938 schied er wegen Defekten vorzeitig aus.

## Statistik

### Le-Mans-Ergebnisse
| Jahr | Team              | Fahrzeug                 | Teamkollege          | Platzierung | Ausfallgrund    |
| ---- | ----------------- | ------------------------ | -------------------- | ----------- | --------------- |
| 1934 | Lord de Clifford  | Lagonda Rapier           | Charles Brackenbury  | Rang 16     |                 |
| 1934 | Tim Rose-Richards | Alfa Romeo 8C 2300       | Owen Saunders-Davies | Ausfall     | Ventilschaden   |
| 1937 | R. H. Eccles      | Singer 9 Le Mans Replica | Marjorie Eccles      | Ausfall     | Zündungsschaden |
| 1938 | Norbert-Jean Mahé | Talbot T150C             | T.A.S.O. Mathieson   | Ausfall     | Zündungsschaden |